# Harrison Anthony Trexler
Harrison Anthony Trexler (* 6. Dezember 1883 in Freeport, Illinois; † 18. März 1974 in Dallas, Texas) war ein US-amerikanischer Historiker und Hochschullehrer.

## Leben

### Familie und Ausbildung
Der aus Freeport im Bundesstaat Illinois stammende Harrison Anthony Trexler, Sohn des Filbert Trexler und dessen Ehegattin Lelia Perkins, wandte sich nach dem Besuch der öffentlichen Schulen dem Studium der Geschichte am Hastings College in Hastings im Bundesstaat Nebraska zu, dort erwarb er 1906 den akademischen Grad eines Bachelor of Philosophy. In den Jahren 1906 sowie 1907 setzte er seine Ausbildung mit einem Postgraduate Studium an der University of Chicago fort, seit 1909 studierte er für zwei Auslandssemester an der Rheinischen Friedrich-Wilhelms-Universität Bonn, 1914 wurde er an der Johns Hopkins University in Baltimore im Bundesstaat Maryland  mit einer Arbeit mit dem Titel „Slavery in Missouri 1804 - 1854“ zum Ph. D. in History promoviert.
Der methodistisch getaufte Harrison Anthony Trexler vermählte sich am 12. Juli 1916 mit Nell Bullard. Dieser Verbindung entstammten die Söhne James Hugh sowie David William. Der Freimaurer Trexler, der in Dallas im Bundesstaat Texas residierte, verstarb im Frühjahr 1974 im Alter von 90 Jahren.

### Beruflicher Werdegang
Harrison Anthony Trexler erhielt 1907 seine erste Stelle als Professor of History am Hardin College in Mexico im Bundesstaat Missouri. Nach seiner Rückkehr aus Bonn wurde er 1910 zum Acting Professor of History and Political Science am Allegheny College in Meadville im Bundesstaat Pennsylvania bestellt, 1913 wechselte er in der Funktion eines Assistant Professor of History and Political Science an die University of Montana nach Missoula im Westen des Bundesstaates Montana. Seit 1919 lehrte Trexler als Professor of Political Science am Whitman College in Walla Walla im Bundesstaat Washington, seit 1923 wirkte er als Professor of History and Political Science am Birmingham-Southern College in Birmingham im Bundesstaat Alabama. Im Jahre 1929 folgte er dem Ruf als Professor of History an die Southern Methodist University nach Dallas, eine Position, die er bis zu seiner Emeritierung 1950 ausfüllte. Harrison Anthony Trexler unterrichtete darüber hinaus in den Jahren 1924 und 1925 an den Summer Courses der Johns Hopkins University.
Harrison Anthony Trexler, dessen wissenschaftliche Arbeiten insbesondere den Sezessionskrieg sowie die Geschichte der Sklaverei in den Vereinigten Staaten betrafen, hielt Mitgliedschaften in der American Historical Association, der Mississippi Valley Historical Association, der Southern Historical Association, der Missouri Historical Society sowie der Beta Theta Pi inne.

## Publikationen
- Silver production and the Montana campaign of 1896, H.A. Trexler, [S.l.], 1908
- Slavery in Missouri, 1804-1865, in: Johns Hopkins University studies in historical and political science, ser. 32, no. 2., Johns Hopkins Press, Baltimore, 1914
- The value and the sale of the Missouri slave, Missouri Historical Review, [S.l.], 1914
- The first Confederate capital, in: Birmingham-Southern College Bulletin, 21., Birmingham-Southern College, Birmingham, Ala., 1928
- The Confederate Navy Department and the fall of New Orleans, Southern Methodist University, Dallas, Tex., 1933
- The Confederate Ironclad "Virginia" ("Merrimac"), The University of Chicago Press, Chicago, Ill., 1938
- The Davis administration and the Richmond press, 1861–1865, Reprinted from the Journal of southern history, [N.p.], 1950